# Lew Lemke
Lew Izaak Lemke (ur. 25 sierpnia 1931, zm. 4 sierpnia 1996 w Sankt Petersburgu) – radziecki i rosyjski aktor teatralny i filmowy.
W 1959 ukończył szkołę teatralną w Dniepropietrowsku, potem pracował w Moskiewskim Nowym Teatrze Miniatur, grywał nieduże role charakterystyczne. W 1962 wyjechał do Leningradu i rozpoczął pracę w leningradzkim Teatrze Komedii, został wkrótce przewodnim artystą trupy. Występował również na wieczorkach poetyckich i uczestniczył w wyjazdowych koncertach.